# Protestas contra Nicolás Maduro
En 2014, se iniciaron en Venezuela una serie de protestas y manifestaciones políticas debido a los altos niveles de violencia urbana, inflación y escasez crónica de bienes y servicios básicos del país sudamericano. Las explicaciones de este empeoramiento varían, y los analistas responsabilizan los estrictos controles de precios, y la corrupción política a largo plazo. Si bien en 2014 las protestas comenzaron en enero, tras el asesinato de la actriz y ex Miss Venezuela Mónica Spear, las protestas de 2014 contra Nicolás Maduro se recrudecieron en febrero tras el intento de violación de una estudiante en un campus universitario de San Cristóbal. Las posteriores detenciones y asesinatos de manifestantes estudiantiles llevaron a su expansión a ciudades vecinas y la implicación de líderes políticos opositores. Los primeros meses del año se caracterizaron por grandes manifestaciones y violentos enfrentamientos entre manifestantes y fuerzas gubernamentales que se saldaron con cerca de 4.000 detenidos y 43 muertos. Hacia finales de 2014 y en 2015, la continua escasez y los bajos precios del petróleo causaron que las protestas continuaran.
En 2016, se produjeron nuevas protestas después de las elecciones parlamentarias de 2015 y la suspensión del referéndum revocatorio de 2016 por parte del Consejo Nacional Electoral (CNE), afín al gobierno. Después de que se produjeran algunas de las mayores protestas a finales de 2016, se intentó un diálogo mediado por el Vaticano entre la oposición y el gobierno que fracasó para enero de 2017. Las manifestantes se redujeron en los primeros meses de 2017 hasta que Tribunal Supremo de Justicia de Venezuela oficialista  intentó asumir las competencias de la Asamblea Nacional liderada por la oposición y les retiró la inmunidad. Aunque la medida fue parcialmente revertida días después, las manifestaciones se convirtieron en las más combativas desde 2014.
Protestas continuaron a principios de enero de 2019 después de que la Asamblea Nacional declarara inválidas las elecciones presidenciales de mayo de 2018 y declarara a Juan Guaidó presidente interino, iniciando una crisis presidencial. La mayoría de las protestas han sido pacíficas y han consistido en manifestaciones y sentadas, aunque pequeños grupos de manifestantes han sido responsables de ataques contra edificios gubernamentales y transporte público. El gobierno venezolano ha sido ampliamente condenado por su respuesta contra las protestas. Las autoridades venezolanas han ido más allá del uso de perdigones de goma y gases lacrimógenos para llegar a casos de uso de munición real, detenciones arbitrarias. Durante las protestas también se ha producido censura contra los medios de comunicación y ataques por parte de grupos armados progubernamentales conocidos como colectivos.

## Protestas por año contra Nicolás Maduro
| Año                            | Fecha                       | Número de participantes | Motivo | Lema                                                            | Líderes                                               | Ref.          |
| ------------------------------ | --------------------------- | ----------------------- | --- | --------------------------------------------------------------- | ----------------------------------------------------- | ------------- |
| Protestas en Venezuela de 2014 | 12 de febrero- 8 de mayor   | 800.000                 | Crisis económica•Escasez de productos básicos•Crisis energética•Crisis de inseguridad                        | Venezuela Libre                                                 | Leopoldo López Henrique Capriles María Corina Machado | [ 42 ] [ 43 ] |
| Protestas en Venezuela de 2015 | 1 de enero-20 de julio      | -                       | Crisis económica•Escasez de productos básicos•Crisis energética•Crisis de inseguridad                        | -                                                               | Henry Ramos Allup Julio Borges                        | [ 44 ] [ 45 ] |
| Protestas en Venezuela de 2016 | 5 de enero-7 de diciembre   | -                       | Crisis económica•Escasez de productos básicos•Crisis energética•Crisis de inseguridad                        | -                                                               | Henry Ramos Allup Julio Borges                        | [ 44 ]        |
| Protestas en Venezuela de 2017 | 31 de marzo-12 de agosto    | 6.000.000               | Crisis institucional•Crisis económica•Escasez de productos básicos •Crisis energética•Crisis de inseguridad  | No + Dictadura                                                  | Liderazgo descentralizado                             | [ 46 ]        |
| Protestas en Venezuela de 2018 | 11 de enero-22 de noviembre | -                       | Crisis económica•Crisis institucional •Escasez de productos básicos •Crisis energética•Crisis de inseguridad | ¡Fuera Maduro!                                                  | Liderazgo descentralizado                             | [ 47 ] [ 48 ] |
| Protestas en Venezuela de 2019 | 10 de enero-16 de noviembre | 4.500.000               | Crisis presidencial•Crisis institucional•Crisis económica•Apagones nacionales de 2019                        | Cese a la usurpación, gobierno de transición, elecciones libres | Juan Guaidó                                           | [ 49 ]        |
| Protestas en Venezuela de 2024 | 29 de julio-1 de diciembre  | -                       | Fraude electoral en las elecciones presidenciales de 2024•Apagones nacionales de 2024                        | ¡Venezuela ganó!                                                | María Corina Machado Edmundo González                 | [ 50 ]        |
| Protestas en Venezuela de 2025 | 9 de enero-10 de enero      | -                       | Disputa por la toma de posesión presidencial del 10 de enero                                                 | ¡Gloria al Bravo Pueblo!                                        | María Corina Machado Edmundo González                 | [ 51 ] [ 52 ] |